# I miei pensieri
Chansons représentant Suisse au Concours Eurovision de la chanson
T'en va pas
(1963) Non, à jamais sans toi
(1965)
Singles de Anita Traversi
Heimweh nach der Liebe
(1964) Weisse Möwen
(1964)
I miei pensieri est une chanson interprétée par la chanteuse Anita Traversi, représentant la Suisse au Concours Eurovision de la chanson 1964.
Elle a également été enregistré par Anita Traversi en allemand sous le titre Ti amo, je t'aime, I Love You.

## À l'Eurovision
La chanson est intégralement interprétée en italien, l'une des langues officielles de la Suisse, comme le veut la coutume avant 1966. L'orchestre est dirigé par Fernando Paggi.
I miei pensieri est la quatorzième chanson interprétée lors de la soirée du concours, suivant Život je sklopio krug de Sabahudin Kurt pour la Yougoslavie et précédant Près de ma rivière de Robert Cogoi pour la Belgique.
À l'issue du vote, elle n'a pas obtenu de points et se classe par conséquent 13e et dernière — à égalité avec Man gewöhnt sich so schnell an das Schöne de Nora Nova pour l'Allemagne, Oração d'António Calvário pour le Portugal et Život je sklopio krug de Sabahudin Kurt pour la Yougoslavie — sur 16 chansons,.

## Liste des titres
| A.  | I miei pensieri | Sanzio Chiesa, Giovanni Pelli | 2:40 |
| AA. | Solo di notte   | Sanzio Chiesa, Giovanni Pelli | 2:35 |

## Historique de sortie
| Pays      | Date | Format   | Label               |
| --------- | ---- | -------- | ------------------- |
| Italie    | 1964 | 45 tours | La Voce Del Padrone |
| Allemagne | 1964 | 45 tours | Ariola              |